# 10-es villamos (Bécs)
A bécsi 10-es jelzésű villamos Dornbach és Unter Sankt Veit, Hummelgasse között közlekedik. A viszonylatot a Wiener Linien üzemelteti.

## Megállóhelyei
| 10 (Dornbach ◄► Unter Sankt Veit, Hummelgasse) | 10 (Dornbach ◄► Unter Sankt Veit, Hummelgasse) | 10 (Dornbach ◄► Unter Sankt Veit, Hummelgasse) | 10 (Dornbach ◄► Unter Sankt Veit, Hummelgasse) | 10 (Dornbach ◄► Unter Sankt Veit, Hummelgasse) |
| Perc (↓)                                       | Megállóhely                                    | Perc (↑)                                       | Átszállási kapcsolatok                         |                                                |
| ---------------------------------------------- | ---------------------------------------------- | ---------------------------------------------- | ---------------------------------------------- | ---------------------------------------------- |
| 0                                              | Dornbach végállomás                            | 32                                             | 2, 43 44A, 44B                                 |                                                |
| 1                                              | Liebknechtgasse                                | 30                                             | 2                                              |                                                |
| 3                                              | Sandleitengasse                                | 28                                             | 2 46A, 46B                                     |                                                |
| 6                                              | Maroltingergasse                               | 26                                             | 44, 46 45A, 46A, 46B                           |                                                |
| 7                                              | Rankgasse                                      | 25                                             | 10 48A                                         |                                                |
| 8                                              | Joachimsthalerplatz                            | 24                                             | 10 48A                                         |                                                |
| 10                                             | Gutraterplatz                                  | 22                                             | 48A                                            |                                                |
| 11                                             | Kendlerstraße                                  | 20                                             | U3                                             |                                                |
| 12                                             | Laurentiusplatz                                | 19                                             |                                                |                                                |
| 14                                             | Hütteldorfer Straße                            | 18                                             | U3                                             |                                                |
| 16                                             | Märzstraße                                     | 16                                             |                                                |                                                |
| 18                                             | Linzer Straße, Reinlgasse                      | 14                                             | 52                                             |                                                |
| 19                                             | Johnstraße, Linzer Straße                      | 13                                             | 52 10A                                         |                                                |
| ∫                                              | Penzinger Straße                               | 11                                             | 52, 60                                         |                                                |
| 22                                             | Schloss Schönbrunn                             | 10                                             | 60 10A                                         |                                                |
| 24                                             | Hietzing                                       | 8                                              | U4 60 51A, 56A, 56B, 58A, 58B                  |                                                |
| 26                                             | Dommayergasse                                  | 5                                              | 60                                             |                                                |
| 27                                             | Wenzgasse                                      | 4                                              |                                                |                                                |
| 28                                             | Fichtnergasse                                  | 3                                              |                                                |                                                |
| 29                                             | Unter Sankt Veit, Verbindungsbahn              | 1                                              | 53A, 54A, 54B                                  |                                                |
| 30                                             | Unter Sankt Veit, Hummelgasse végállomás       | 0                                              |                                                |                                                |